# Великопольське воєводство
Великопольське воєводство (пол. Województwo wielkopolskie) — воєводство, розташоване на заході Польщі. Центром і найбільшим містом є місто Познань.
Великопольське воєводство займає друге місце в країні за площею поверхні і третє за числом населення.
Великопольське воєводство було утворено 1 січня 1999 року внаслідок адміністративної реформи. Об'єднало колишнє Познанське та частини колишніх Конінського, Пільського, Лещинського, Каліського, Зеленогурського, Гожувського та Бидгощського воєводств.
Великопольське воєводство займає серед польських воєводств друге місце (після Мазовецького) за територією і третє місце за кількістю населення. Проте не за значні розміри регіону відбилися в його назві. Велика Польща — ця ті землі, де зароджувалася польська державність, формувалася нація. Тут, уздовж річки Варти, в давнину жили поляни, що дали назву державі. Так що не  просто красива метафора — порівняння Великопольщі з колискою країни.

## Історія
Після рішення Віденського конгресу в 1815 році, Південна Прусія була розділена між прусським Великим князівством Познанським і Царством Польським, у складі Російської імперії, де перебували до 1915 року. Пруссія отримала Західну третину з Варшавського герцогства. Прусська частина Великого князівства Познанського отримала напівавтономний статус, який втратився повністю після низки повстань у 1830 році. Хоча 3 квітня 1848 року місцевий Позенський парламент більшістю голосів проголосував проти вступу до Німецької Конфедерації, Франкфуртський парламент проігнорував голосування та примусово змінив статус на звичайну прусську провінцію й інтегрував її до німецької конфедерації. У 1824—1878 провінція Західна Пруссія була об'єднана з провінцією Східна Пруссія в єдину провінцію Пруссія, після чого вони були відновлені як окремі провінції у складі Німецької Імперії, створеної 1871 року.
У 1919 році згідно з Версальським договором, Веймарська Німеччина поступилася частиною території краю на користь новоствореної Другої Речі Посполитої. Німецький залишок провінції, близько 2200 км², було об'єднано із залишком Західної Пруссії і утворили провінцію Позен-Західна Пруссія. Ця провінція була скасована в 1938 році, коли її територія була розділена між сусідніми німецькими провінціями. На південній частині колишнього Царства Польського у 1919 році утворилося Познанське воєводство до складу якого увійшла і частина віддана Німеччиною. На початку Другої світової війни територія Познанського воєводства була долучена до Генерал-губернаторства. У 1939 році територія колишньої провінції Позен була включена до складу Рейхсгау Данциг-Західна Пруссія і Рейхсгау Вартеланд. У 1945 році територія Позена була захоплена червоною армією і передана до складу Польщі. Згодом з цих територій німецьке населення було депортоване, а з радянської окупованої частини на ці землі було відправлене польське населення. 28 червня 1946 року Познанське воєводство було відновлено, а також були додані території захоплені радянськими окупантами. З певними територіальними змінами Познанське воєводство проіснувало до 1998 року. З 1 січня 1999 року було утворене Великопольське воєводство до якого увійшли колишні частини Конінського, Пільського, Лещинського, Каліського, Зеленогурського, Гожовського та Бидгоського воєводств.

## Географія

### Розміщення
Великопольське воєводство розташоване на заході та у центрі Польщі. Межує:
- на заході з Любуським воєводством,
- на півдні з Нижньосілезьким та Опольським воєводствами,
- на сході з Лодзьким та Куявсько-Поморським воєводствами,
- на півночі з Поморським та Західнопоморським воєводствами.

### Найбільші міста
| Місто                  | Населення | Площа      |
| ---------------------- | --------- | ---------- |
| Познань                | 567.882   | 261,37 км² |
| Каліш                  | 108.841   | 69,77 км²  |
| Конін                  | 80.838    | 81,68 км²  |
| Піла                   | 75.144    | 102,71 км² |
| Острув-Велькопольський | 72.672    | 42,39 км²  |
| Гнєзно                 | 70.145    | 40,89 км²  |
| Лешно                  | 63.970    | 31,90 км²  |

## Населення
| Рік  | Населення |
| ---- | --------- |
| 1995 | 3 331 941 |
| 2000 | 3 345 316 |
| 2005 | 3 372 417 |
| 2010 | 3 419 426 |
| 2015 | 3 475 323 |
| 2019 | 3 498 733 |